# Глуховский, Дмитрий Алексеевич
Дми́трий Алексе́евич Глухо́вский (род. 12 июня 1979, Москва, РСФСР, СССР) — российский писатель, журналист, сценарист и радиоведущий. Лауреат кинопремии «Ника» (2020) за «Лучшую сценарную работу» («Текст»).
Автор постапокалиптических романов «Метро 2033», «Метро 2034» и «Пост», романов-антиутопий «Метро 2035» и «Будущее», реалистического романа «Текст» и мистического романа «Сумерки», сборника «Рассказы о Родине». Основатель книжных серий «Вселенная Метро 2033» и «Вселенная Метро 2035».

## Биография

### Ранние годы
Родился 12 июня 1979 года в Москве в семье журналистов. Его отец — Алексей Маратович Глуховский, журналист, работал в редакции вещания на Югославию, переводчик сербской поэзии. Мать — Лариса Вениаминовна Смирнова (род. 15.04.1956), уроженка городка Мантурово (Костромская область), работала фоторедактором в ТАСС. Дед, первый муж бабушки, Марат Зиновьевич Глуховский, — геолог, доктор наук. Бабушка — Нина Яковлевна Соколова (род. 1932). Второй дед (отчим отца Дмитрия), Андрей Порфирьевич Крылов — главный карикатурист в журнале «Крокодил», сын Порфирия Крылова, художника, карикатуриста, члена творческого коллектива «Кукрыниксы». Брат Дмитрия — Павел Алексеевич Глуховский (род. 9 июля 1985).
Дмитрий окончил гимназию имени В.Д. Поленова №1231 на Арбате (бывшая № 12 с углублённым изучением французского языка).
В 17 лет он уехал из России учиться в Израиль и прожил там четыре с половиной года. Приехав за год до поступления, полгода учил язык, другие полгода занимался на подготовительных курсах, а потом учился наравне с местными. Окончил факультет общественных наук Еврейского университета в Иерусалиме по специальностям «журналистика» и «международные отношения». Говоря об этом опыте, он сказал: «Я стал поклонником Израиля после того, как жил там, не то чтобы я начал чувствовать себя евреем, но я определённо начал чувствовать себя израильтянином».

### Журналистская деятельность
С 2002 по 2005 год работал на европейском информационном телеканале Euronews в Лионе, после чего вернулся в Россию и продолжил карьеру корреспондента на только что созданном телеканале Russia Today, где работал три года: побывал на космодроме Байконур, в зоне отчуждения Чернобыльской АЭС, а также на Северном полюсе. Входил в «кремлёвский пул». Сотрудничал с немецкой радиостанцией Deutsche Welle и британским телеканалом Sky News. С 2007 по 2009 год работал ведущим Радио «Маяк».
Являлся колумнистом изданий «Сноб» и GQ. Несколько раз в месяц приглашался как эксперт на радиостанцию «Эхо Москвы».

### Литературная и сценарная деятельность
Свой первый роман «Метро 2033», принёсший ему известность, Глуховский задумал ещё в старших классах школы и начал писать уже на первых курсах университета. Первая версия книги была готова в 2002 году. Получив отказ от всех издателей, которым была отправлена рукопись, Дмитрий опубликовал её в Интернете — бесплатно и целиком — на специально созданном сайте. В 2002 году это было новаторское, если не беспрецедентное решение. В 2005 году книга была выпущена издательством «Эксмо», потом в 2007 году — издательством «Популярная литература», а с 2009 года выходит в издательстве «АСТ». Роман стал одним из главных российских бестселлеров нулевых, его тираж по всему миру превышает миллион экземпляров. Книга переведена на 37 иностранных языков, стала основой для трёх видеоигр, а права на её экранизацию были выкуплены голливудской киностудией MGM, но в дальнейшем переговоры с автором книги зашли в тупик, и права на экранизацию вернулись в Россию.
Следующие книги Глуховского — «Сумерки» (2007), «Метро 2034» (2009), «Рассказы о Родине» (2010) и «Будущее» (2013) также становились национальными бестселлерами и переводились на европейские и азиатские языки. Дмитрий продолжает экспериментировать с форматами: роман «Будущее», к примеру, был премьерно бесплатно опубликован в социальной сети «ВКонтакте», а его главы сопровождались треками специально созданной звуковой дорожки и иллюстрациями.

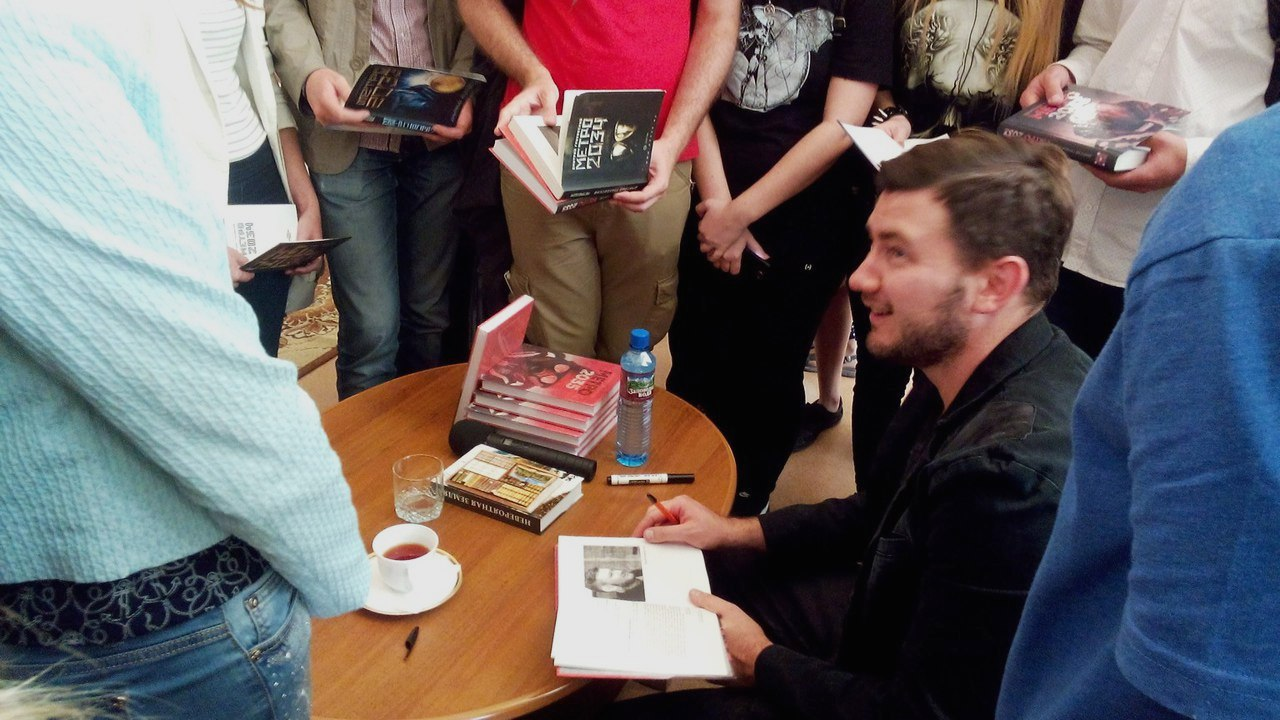
На презентации книги «Метро 2035» в Государственной универсальной научной библиотеке Красноярского края в 2015 году

В 2015 году Глуховский завершил трилогию о постапокалиптическом мире «Метро» романом «Метро 2035» и посвятил себя работе над либретто американской оперы «Три астронавта» по мотивам одноимённого произведения Умберто Эко. Дмитрием было написано законченное либретто для партии русского космонавта (партиями прочих героев занимались другие авторы, их работа также была завершена), однако из-за затянувшейся работы композиторов над музыкой к опере и смерти обоих авторов изначального произведения — писателя Умберто Эко и художника-иллюстратора Эудженио Карми — в феврале 2016 года работа над проектом была приостановлена из-за вопросов с авторскими правами.
В 2017 году Дмитрий закончил работу над своим первым реалистическим романом «Текст», публикация которого состоялась 15 июня 2017 года. Спустя год роман был превращён в театральный спектакль и поставлен на сцене Московского драматического театра имени М. Н. Ермоловой режиссёром Максимом Диденко, премьера состоялась 15 мая 2018 года. Глуховский принимал участие в работе над постановкой и присутствовал на премьере в зрительном зале. 24 октября 2019 года в широкий прокат вышла экранизация режиссёра Клима Шипенко по сценарию самого Глуховского, роли в которой исполнили Александр Петров, Иван Янковский и Кристина Асмус. Фильм добился успеха в прокате и получил положительные отзывы российских критиков. Фильм стал лауреатом четырёх премий «Золотой орёл» (2020), в том числе за «Лучший игровой фильм». Глуховский получил премию «Ника» (2020) за «Лучшую сценарную работу» и приз Франсуа Шале за «Лучший сценарий» на Кинофестивале российского кино в Онфлёре (2019).
В 2020 году Дмитрий Глуховский работал над несколькими романами (согласно рабочему описанию, данному автором, «магический реализм на русской почве и заполярный хоррор») и сценариями, а также графическими романами «Пост» и «Падающая звезда», выход которых временно отложен из-за задержек в работе иллюстраторов проектов (Илья Яцкевич, Диана Степанова и Артём Чебоха соответственно).
В 2021 году Глуховский стал автором текста для «Тотального диктанта».
Также Глуховский участвовал в разработке видеоигр по своим книгам серии «Метро»: Metro 2033, Metro: Last Light, Metro Exodus.

### Общественная позиция
В 2016 году в интервью Жанне Немцовой рассказал, почему сотрудничать с властью РФ — невозможно, а СМИ России находятся под контролем государства, став средствами дезинформации и манипулирования.
В январе 2021 года Глуховский публично поддержал Алексея Навального и потребовал его освободить. В видео, опубликованном в его аккаунте на Facebook, Глуховский назвал оппозиционера единственным «политиком, который всерьёз претендует на власть», и заявил, что именно поэтому Навального преследуют. «Алексей Навальный сейчас является практически единственным олицетворением борьбы с открытым забралом против всего того, что в нашей стране с какой-то удручающей скоростью начинает усугубляться и накапливаться. В какой-то момент „не сказать“ становится просто западло».
В феврале 2022 года осудил вторжение России на Украину.
7 октября 2022 года Минюст России внёс Глуховского в список СМИ — «иностранных агентов».

### Уголовное преследование
7 июня 2022 года стало известно о том, что МВД России объявило Дмитрия Глуховского в федеральный розыск. Летом суд заочно принял решение об его аресте по делу о «фейках» об армии (часть 2 статьи 207.3 УК).
Басманный суд Москвы зарегистрировал дело в отношении Дмитрия Глуховского о распространяемой заведомо ложной информации о ВС РФ, его рассмотрят заочно.
В ходе процесса показания против Глуховского дали:
- сотрудница пропагандистского издания News Front Юлия Лозанова (Витязева), данные были записаны 22 мая 2022 г. Лично не знакомая с писателем, она увидела его посты про Бучу и Мариуполь. Его рассказ об обстреле жилого дома российским танком пропагандистка посчитала «ничем не подтвержденными и провокацией», а российские военные, по её мнению, «наносят удары только по военным объектам».
- Иван Климов, который «по роду деятельности мониторит публикации в сети Интернет». Описал посты Глуховского такими же словами, что и Лозанова. Прокурор Денис Штундер, пересказывая показания свидетеля Климова, фактически целиком зачитал страницу о Глуховском из «Википедии» до раздела «Личная жизнь». Аналогичные показания Лозановой обвинитель зачитывать не стал, сказав, что там «то же самое».

От имени Министерства обороны РФ генерал-лейтенант Игорь Дылевский дал следствию справку о ложности постов Глуховского (ранее военный уже появлялся в деле против медиаменеджера Ильи Красильщика).
7 августа 2023 года Басманный районный суд города Москвы заочно приговорил писателя к 8 годам колонии.

### Личная жизнь
Разведён. Был женат на сотруднице Russia Today Елене Фуксиной, с которой у него двое детей — дочь Эмилия (род. в 2011) и сын Теодор (род. в 2014).
Помимо российского гражданства имеет израильское и виды на жительство в Германии (в качестве контингентного беженца еврейского происхождения) и Испании. Полиглот, владеет пятью иностранными языками (английский, иврит, испанский, немецкий и французский). Прожил год в Германии и три года во Франции. Имеет квартиру в Барселоне и время от времени там живёт.

### Романы
- 2005 — Метро 2033
- 2007 — Сумерки
- 2009 — Метро 2034
- 2013 — Будущее
- 2015 — Метро 2035
- 2017 — Текст
- 2019 — Пост (аудиокнига, позже вышла бумажная версия)[30]
- 2021 — Пост. Спастись и сохранить (аудиокнига, позже вышла бумажная версия)

### Сборники рассказов
- Ночь (1998)
  - Ночь
  - Когда ты один
  - Лети
  - Восемь минут
- Рассказы о животных (1998)
  - История одной собаки
  - Случай в зоопарке
- Рассказы о Родине (2010)
  - Том 1 (2008—2010)
  - Том 2 (2011—2012) — «Рассказы о Родине», не опубликованные в формате книжного издания и существующие только в виде публикаций журнала «Русский Пионер» либо в электронном виде.

### Отдельные рассказы
- Конец дороги (2006) — рассказ, который должен был стать первым из несостоявшегося цикла «Апокрифы», действие которого разворачивается в мире романа «Метро 2033». Впоследствии у автора появилась идея издать «Конец дороги» в формате комикса, но данная задумка также не была осуществлена.
- Эволюция (2008) — рассказ для журнала «Cosmopolitan».
- Возвращение в Кордову (2010) — рассказ для журнала «Cosmopolitan».
- Евангелие от Артёма (2011) — рассказ для сборника «Последнее убежище» проекта «Вселенная Метро 2033»; в последующих изданиях книги «Метро 2033» публикуется в качестве эпилога.
- Секс-машина (2014) — рассказ для журнала «Playboy».
- Танго (2016) — рассказ для журнала «Esquire».
- Третий Рим: ВДНХ (2016) — рассказ для сборника «Москва. Место встречи».
- Сера (2019) — рассказ для журнала «Esquire».

### Графические романы
- TBA (проект временно заморожен) — The Outpost (на английском языке, первый том был издан в США в марте 2016 года). Художники — Илья Яцкевич и Диана Степанова.
- TBA (проект временно заморожен) — Падающая звезда. Художник — Артём Чебоха.
- 2024 — Метро 2033. Графический роман в 2 частях

### Прочие произведения
- Infinita Tristessa (2005) — пьеса, действие которой разворачивается в мире романа «Метро 2033».
- Дневник учёного (2009) — повесть-предыстория к мультфильму «9», для которого Дмитрий также является автором русского перевода и адаптации сюжетных линий.
- Три астронавта (2017) — либретто к опере по мотивам одноимённой сказочной повести Умберто Эко о путешествии трёх астронавтов — русского, китайца и американца. Дмитрием было написано законченное либретто для партии русского космонавта (партиями прочих героев занимались другие авторы, их работа также была завершена). Однако из-за затянувшейся работы композиторов над музыкой к опере и смерти обоих авторов изначального произведения — писателя Умберто Эко и художника-иллюстратора Эудженио Карми — в феврале 2016 года работа над проектом была приостановлена; либретто не опубликовано.
- Мы. Дневник падения. — Vidim Books, 2024. — 368 с. — ISBN 978-80-974683-0-9.
- 2024 — Пьеса «Белая фабрика»

## Фильмография

### Экранизации произведений
- 2019 — Текст (полнометражный) (по роману «Текст»)
- 2020 — Сера (короткометражный) (по рассказу «Сера»)
- 2021 — Обещания (короткометражный) (по рассказу «Обещания»)
- 2024[31] — Метро 2033 (полнометражный) (по роману «Метро 2033») (экранизацию отменили[источник не указан 912 дней])

### Сценарист
- 2009 — 9 (перевод текста и адаптация сюжетных линий)
- 2019 — Текст (полнометражный)
- 2020 — Сера (короткометражный)
- 2021 — Топи (веб-сериал)
- 2021 — Обещания (короткометражный)[32]

### Актёр
- 2019 — Текст — пассажир в метро (камео)
- 2021 — Топи (7 серия) — житель деревни (камео)

## Награды и премии
- 2007 — «Eurocon»: «Лучший дебют» / Encouragement Awards
- 2014 — Премия «Utopiales»: лучший роман в жанре фэнтези (роман «Сумерки»)[33]
- 2019 — Кинофестиваль российского кино в Онфлёре: приз Франсуа Шале за «Лучший сценарий» (фильм «Текст»)[16]
- 2020 — Премия «Ника» за «Лучшую сценарную работу» (фильм «Текст»)[4]
- 2021 — Премия «GQ» «Человек года» в категории «Автор года»[34]

### Интервью
- Глуховский – рок-звезда русской литературы (Youtube-канал «вДудь» — Юрия Дудя; 10 сентября 2020)
- Как «Пост» Дмитрия Глуховского предсказал судьбу России. И что будет дальше? (Youtube-канал «А поговорить?» — Ирины Шихман; 1 июня 2022)
- Дмитрий Глуховский об «отмене» русской культуры, империализме и пропаганде Путина (Youtube-канал «BBC News — Русская служба»; 8 июня 2022)
- «Путина ждут угасание и переворот». Дмитрий Глуховский о цифровом реестре, отмене культуры и будущем России (Youtube-канал «Телеканал Дождь»; 1 мая 2023)